# Willy Senders

Wilhelmus Adrianus Senders (Willy) Senders (Aalst, 2 januari 1941 – 13 juli 2001) was een Nederlands profvoetballer. Hij speelde voor de Brabantse clubs Willem II, PSV en Eindhoven in de Eredivisie.

## Sportieve loopbaan
Senders wint in het seizoen 1962/63 met Willem II de KNVB beker. Hij scoort in de finale zelf de laatste goal in een 3–0-overwinning op ADO. Als gevolg daarvan mag Senders met de Tilburgers aantreden in de Europa Cup II. Dat toernooi blijft voor Willem II beperkt tot één ronde, omdat Manchester United FC daarin met 1–1 (in De Kuip) en 6–1 (in Engeland) te sterk is.
Ten tijde van de Europa Cup-wedstrijden tegen Manchester speelt Senders met Willem II niet meer op het hoogste niveau in Nederland. In het jaar dat de Tilburgers de beker wonnen, degradeerden ze tevens uit de eredivisie. Twee seizoenen later viert Senders met de Tricolores het kampioenschap in de Eerste divisie en keert hij terug op het hoogste niveau. Daar speelt hij zich in de kijker bij PSV.
Na zijn verblijf bij de Eindhovense meervoudig landskampioen, verkast Senders naar Eindhoven, dat zojuist is gedegradeerd naar de Tweede divisie. Daar speelt hij twee jaar, tot die competitie opgeheven wordt en Eindhoven door mag in de eerste divisie. In seizoen 1974/75 promoveert Senders met de Eindhovenaren via de nacompetitie, zodat hij het jaar daarna zijn voetballoopbaan (met een vijftiende plaats) in de Eredivisie af kan sluiten.

## Carrièrestatistieken
| Seizoen         | Club            | Land            | Competitie      | Competitie | Competitie | Beker | Beker | Internationaal | Internationaal | Overig | Overig | Totaal | Totaal |
| Seizoen         | Club            | Land            | Competitie      | Wed.       | Dlp.       | Wed.  | Dlp.  | Wed.           | Dlp.           | Wed.   | Dlp.   | Wed.   | Dlp.   |
| --------------- | --------------- | --------------- | --------------- | ---------- | ---------- | ----- | ----- | -------------- | -------------- | ------ | ------ | ------ | ------ |
| 1960/61         | Willem II       | Nederland       | Eredivisie      | 27         | 6          | 4     | 2     | 0              | 0              | 0      | 0      | 31     | 8      |
| 1961/62         | Willem II       | Nederland       | Eredivisie      | 25         | 6          | 2     | 0     | 0              | 0              | 0      | 0      | 27     | 6      |
| 1962/63         | Willem II       | Nederland       | Eredivisie      | 29         | 8          | 4     | 5     | 0              | 0              | 0      | 0      | 33     | 13     |
| 1963/64         | Willem II       | Nederland       | Eerste divisie  | 26         | 12         | 2     | 1     | 2              | 0              | 0      | 0      | 30     | 13     |
| 1964/65         | Willem II       | Nederland       | Eerste divisie  | 30         | 18         | 1     | 0     | 0              | 0              | 1      | 0      | 32     | 18     |
| 1965/66         | Willem II       | Nederland       | Eredivisie      | 28         | 9          | 3     | 3     | 0              | 0              | 0      | 0      | 31     | 12     |
| 1966/67         | Willem II       | Nederland       | Eredivisie      | 32         | 6          | 1     | 0     | 0              | 0              | 0      | 0      | 33     | 6      |
| 1967/68         | PSV             | Nederland       | Eredivisie      | 30         | 3          | 3     | 0     | 0              | 0              | 0      | 0      | 33     | 3      |
| 1968/69         | PSV             | Nederland       | Eredivisie      | 11         | 2          | 7     | 0     | 0              | 0              | 0      | 0      | 18     | 2      |
| 1969/70         | Eindhoven       | Nederland       | Tweede divisie  | –          | 8          | 1     | 1     | 0              | 0              | 0      | 0      | –      | 9      |
| 1970/71         | Eindhoven       | Nederland       | Tweede divisie  | –          | 5          | 1     | 0     | 0              | 0              | 0      | 0      | –      | 5      |
| 1971/72         | Eindhoven       | Nederland       | Eerste divisie  | –          | 11         | 1     | 0     | 0              | 0              | 0      | 0      | –      | 11     |
| 1972/73         | Eindhoven       | Nederland       | Eerste divisie  | –          | 5          | 1     | 0     | 0              | 0              | 0      | 0      | –      | 5      |
| 1973/74         | Eindhoven       | Nederland       | Eerste divisie  | –          | 4          | 0     | 0     | 0              | 0              | 0      | 0      | –      | 4      |
| 1974/75         | Eindhoven       | Nederland       | Eerste divisie  | –          | 3          | 1     | 0     | 0              | 0              | 6      | 5      | –      | 8      |
| 1975/76         | Eindhoven       | Nederland       | Eredivisie      | 23         | 2          | 3     | 0     | 0              | 0              | 0      | 0      | 26     | 2      |
| Carrière totaal | Carrière totaal | Carrière totaal | Carrière totaal | –          | 108        | 35    | 12    | 2              | 0              | 7      | 5      | –      | 125    |

## Erelijst
Willem II
| Nationaal      |    |         |
| Eerste divisie | 1x | 1964/65 |
| KNVB Beker     | 1x | 1962/63 |